# Одеський обласний академічний драматичний театр
Оде́ський обласни́й академі́чний драмати́чний теа́тр — драматичний театр в місті Одеса.

## Історія

### За Російської імперії

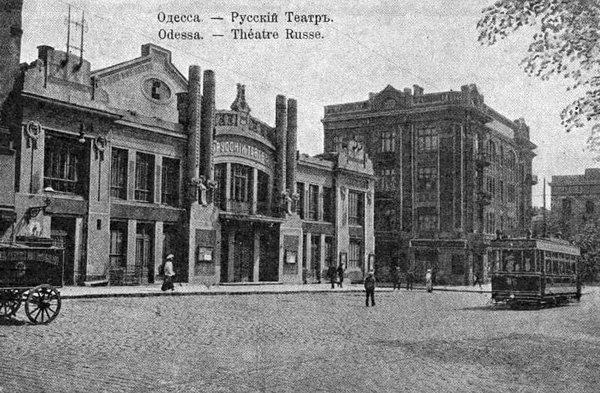
Будівля театру у 1910-ті рр.

Театр було побудовано у 1874 році купцем А. С. Велікановим, та призначався для виступів улюбленої одеситами драматичної трупи відомого провінційного актора та антрепренера Н. К. Милославського.
Спершу театр носив назву свого власника «Театр Веліканова», але у 1875 році той продав заклад іншому — Ф. Рафаловичу, який перейменував своє придбання, назвавши його Російським театром. В ті роки театр служив майданчиком для найбільших театральних подій міста.
До революції тут виступали численні російські, українські, німецькі, французькі, італійські, драматичні, оперні та опереткові трупи.
На сцені театру в Одесі в кінці 19-го — початку 20-го століть грали зірки світової сцени Сара Бернар, Елеонора Дузе, Бенуа Коклен, Жан Муне-Сюллі, Марія Савіна, Володимир Давидов, Марія Заньковецька, Панас Саксаганський і Марко Кропивницький.

### За радянські часи
У радянські роки в будівлі був остаточно прописаний державний Одеський російський драматичний театр (1926). У 1927 році театр названо іменем голови Одеського губвиконкому Андрія Іванова. Певний час завідувачем літературної частини був Олександр Грін [джерело?].
Під час румунсько-німецької окупації Одеси (1941—1944) в будівлі працював «Російський театр Василя Вронського», актора та співвласника цього театру у 1914—1919 роках.
В трупі театру в різні роки працювали видатні актори: на сцені театру вперше на всю потужність виявився талант Михайла Астангова, Дарини Зеркалової, Володимира Самойлова.
Тут пройшла велика частина творчого життя Миколи Коміссарова, Миколи Волкова-старшого, Лії Бугової, Павла Михайлова, Бориса Зайденберга, Леоніда Маренникова, Євгена Котова, Лідії Полякової, Ігоря Шелюгіна, Людмили Сатосової, Семена Крупника, Наталії Дубровської, Володимира Освецимського, Євгена Агеєва, Миколи Фалєєва, Матвія Лярова, Ізабелли Баратової, Сергія Петрова, Наума Соколова.
Працювали режисери: Абрам Рубін, Олексій Грипич, Аврам Трепльов, Олександр Соломарський, Володимир Бортко-старший, Віктор Терентьєв, Костянтин Чернядєв, Віктор Стрижов, Едуард Митницький, Олександр Дзекун і багато інших.

### За роки Незалежності
У 2003 році театр відкрився після майже двох років реконструкції та капітального ремонту. Після відновлення театральної будівлі, театр узяв курс на оновлення репертуару та омолоджування трупи. Наказом Міністерства культури і туризму України від 10 грудня 2009 року № 1119/0/16-09 театру надано звання академічного.
2 березня 2022 року, у зв'язку із широкомасштабним воєнним вторгненням Росій, колективом театру було прийнято рішення про перейменування театру. З його назви прибрали слово «російський».

## Репертуар
- 2006, 10 грудня — «Сутінки богів» за п'єсою «Спокуси і пристрасті» Родіона Феденьов[ru]; реж. Євген Лавренчук[2][3][4][5];
- 2008, 20 лютого — «Танахшпіль» Євгена Лавренчука за мотивами сучасної ізраїльської прози та Книг Старого Завіту; реж. Євген Лавренчук (присвята пам'яті Піни Бауш)[6][7][8]
- 2015 — «Лист очікування» Олександра Марданя; реж. Євген Лавренчук[9][10][11][12][13]
- 2018
  - «Тектоніка почуттів» Еріка-Емманюеля Шмітта; реж. Анатолій Антонюк
  - 29 вересня — «Ліки від депресії» Олександра Володарського; реж. Олена Пушкіна
- 2019
  - 29 березня — «Приборкання норовливих» Олега Школьника за мотивами «Приборкання норовливої» Вільяма Шекспіра; реж. Олена Пушкіна
  - 19 травня — «Жінка на біс» Павло Урсула; реж. Павло Урсул
  - 18 червня — «Гей ти, — вітаю!» Генадія Мамліна; реж. Дар'я Кюркчу
  - 8 жовтня — «С@ba.ka» Валентина Красногорова; реж. Михайло Дроботов
  - 22 листопада — «На всякого мудреця досить простоти» Олександра Островського; реж. Євгеній Резніченко

## Творчий склад
Станом на 1973 рік у трупі театру перебували: С. М. Простяков, Ю. А. Величко, П. В. Михайлов, Б. І. Зайденберг, Є. А. Котов, Л. І. Мерщій, В. М. Наумцев, Г. І. Ноженко, Л. Ф. Полякова, В. М. Бассель.
- Лія Ісааківна Бугова (1939—1941, 1945—1981), народна артистка УРСР (1946)
- Наталія Костянтинівна Дубровська (1966—2015), заслужена артистка УРСР (1981)
- Валерій Михайлович Бассель (1972—1990), заслужений артист УРСР (1989)